# Kaplica dworska w Pojałowicach
Kaplica dworska w Pojałowicach – kaplica znajdująca się w województwie małopolskim, w powiecie miechowskim, w gminie Miechów, w Pojałowicach.
Obiekt wpisany do rejestru zabytków nieruchomych województwa małopolskiego.

## Historia
Kaplica należy do parafii w Nasiechowicach. Wybudowana w 1763, przebudowana w 1883 . W 2008 roku dzięki staraniom Społecznego Komitetu Remontu oraz Stowarzyszenia Miłośników Odnowy Zabytków w Miechowie została gruntownie odrestaurowana .

## Architektura
Kaplica murowana, późnobarokowa, wybudowana na „planie koła przenikającego się z krzyżem”, nakryta kopułą z wieżyczką. Elewacja i wnętrze ozdobione dekoracją stiukową w stylu regencji.

## Wyposażenie wnętrza
- obrazy późnobarokowe[4];
- marmurowa tablica erekcyjna[4];
- drewniane świątki[4].